# Charles Redland
Carl Gustaf Mauritz Redland, dit Charles Redland, né le 7 juillet 1911 à Södertälje et mort le 18 août 1994 à Saltsjöbaden, est un compositeur et musicien multi-instrumentiste suédois. Il a composé de nombreuses musiques de film.

## Biographie
Musicien précoce, Charles Redland commence le piano à l'âge de trois ans. Avant d'entrer à l'école, il maîtrise la batterie, le banjo, et plusieurs instruments à cordes. Il apprend ensuite à jouer du saxophone alto, du cornet à pistons, du trombone et du violoncelle, et il devient accessoirement batteur dans l'orchestre de danse de son père John Redland (sv) (1884-1958).
Il devient musicien professionnel en 1929, et fonde son propre orchestre en 1930 avec lequel il se produit dans la plupart des principaux restaurants, cabarets et dancings de Stockholm. Au cours des années 1930, il est surtout connu comme clarinettiste et saxophoniste alto, empruntant son style à celui de Jimmy Dorsey. Musicien de studio jusqu'en 1938, il enregistre, compose et arrange des musiques sous son propre nom pour plusieurs labels (Crystal Records, Sonora, Columbia Records). Il est alors considéré comme un grand musicien de jazz par les critiques et les musiciens. À Stockholm, parmi ses nombreuses formations, il dirige à la fin des années 1940 un big band au cabaret Bal Palais (sv) puis au dancing du Palais d'Hiver (sv) de 1950 à 1955.
De 1942 à 1977, il compose la musique de plus de 80 longs métrages et séries télévisées suédois. 
Au milieu des années 1970, il cesse toute activité musicale pour des raisons de santé.

## Filmographie
(septembre 2024).
- 1977 : 91:an och generalernas fnatt
- 1976 : Agaton Sax och Byköpings gästabud
- 1974 : Rännstensungar
- 1973 : Anderssonskans Kalle i busform
- 1972 : Anderssonskans Kalle
- 1969 : Kråkguldet (série télé)
- 1968 : Under ditt parasoll
- 1968 : Freddy klarar biffen
- 1967 : Kullamannen (série télé)
- 1966 : L'Hôtel en folie (Pang i bygget)
- 1965 : Att angöra en brygga
- 1965 : Salta gubbar och sextanter
- 1965 : Modiga mindre män
- 1964 : Toutes ses femmes (För att inte tala om alla dessa kvinnor)
- 1964 : Åsa-Nisse i popform
- 1964 : Tre dar på luffen
- 1963 : Mordvapen till salu
- 1963 : Tre dar i buren
- 1962 : Sten Stensson kommer tillbaka
- 1962 : Raggargänget
- 1961 : Åsa-Nisse bland grevar och baroner
- 1961 : När seklet var ungt
- 1960 : Alla vi barn i Bullerbyn (série télé)
- 1959 : Mälarpirater
- 1959 : Lejon på stan
- 1959 : 91:an Karlsson muckar
- 1959 : Fröken Chic
- 1959 : Himmel och pannkaka
- 1958 : Jazzgossen
- 1958 : Bock i örtagård
- 1957 : Far till sol och vår
- 1957 : Mästerdetektiven Blomkvist lever farligt
- 1957 : Lille Fridolf blir morfar
- 1957 : Sjutton år
- 1957 : 91:an Karlsson slår knock out
- 1956 : Sista paret ut
- 1956 : Sceningång
- 1955 : Finnskogens folk
- 1954 : Två sköna juveler
- 1954 : I rök och dans
- 1953 : Ursula - Flickan i Finnskogarna
- 1953 : Bror min och jag
- 1952 : Kalle Karlsson från Jularbo
- 1951 : Det var en gång en sjöman
- 1949 : Hin och smålänningen
- 1948 : Marknadsafton
- 1948 : Robinson i Roslagen
- 1946 : Bröllopet på Solö
- 1944 : Stopp! Tänk på något annat
- 1944 : Örnungar
- 1944 : En dotter född
- 1943 : En flicka för mej
- 1943 : Professor Poppes prilliga prillerier
- 1943 : En fånge har rymt
- 1942 : Olycksfågeln nr 13

## Discographie
- 1974 : Live at Tanto, LP, Club 78
- 1975 : Blue Evening 1937-49, LP, Odeon
- 1985 : Big Band Music is Great for Dancing, LP, Koster